# Felicja Wągrowska
Felicja Wągrowska (ur. 1907, zm. 11 października 1989) – polska działaczka radiowa.

## Życiorys
Córka Józefa. Ukończyła szkołę handlową w Grenoble. Przed 1939 działała w ruchu komunistycznym. Pracowała także w Polskiej Agencji Prasowej. W Polskim Radiu pełniła stanowiska: kierownika Sekcji Kontroli, redaktora naczelnego Programu Krajowego, redaktora naczelnego Redakcji Programów Dziecięcych. Była inicjatorką audycji „Błękitna sztafeta”.
Była żoną gen. bryg. Mieczysława Wągrowskiego.

## Ordery i odznaczenia
- Krzyż Kawalerski Orderu Odrodzenia Polski (1954)[2]
- Medal 10-lecia Polski Ludowej (1955)[4]